# Comté de Carroll (Maryland)
Pour les articles homonymes, voir Comté de Carroll.
Le comté de Carroll (anglais : Carroll County) est un comté situé dans le nord de l'État du Maryland aux États-Unis. Il est ainsi nommé en l'honneur de Charles Carroll de Carrollton, un signataire de la déclaration d'indépendance des États-Unis. Le siège du comté est à Westminster. Selon le recensement de 2020, sa population est de 172 891 habitants.

## Géographie
Le comté a une superficie de 1 172 km2, dont 1 163 km2 de terres.

### Géolocalisation
| Comté d'Adams (Pennsylvanie) |                  | Comté de York (Pennsylvanie) |
| Comté de Frederick           | Comté de Carroll | Comté de Baltimore           |
|                              | Comté de Howard  |                              |